# بذلة طيران

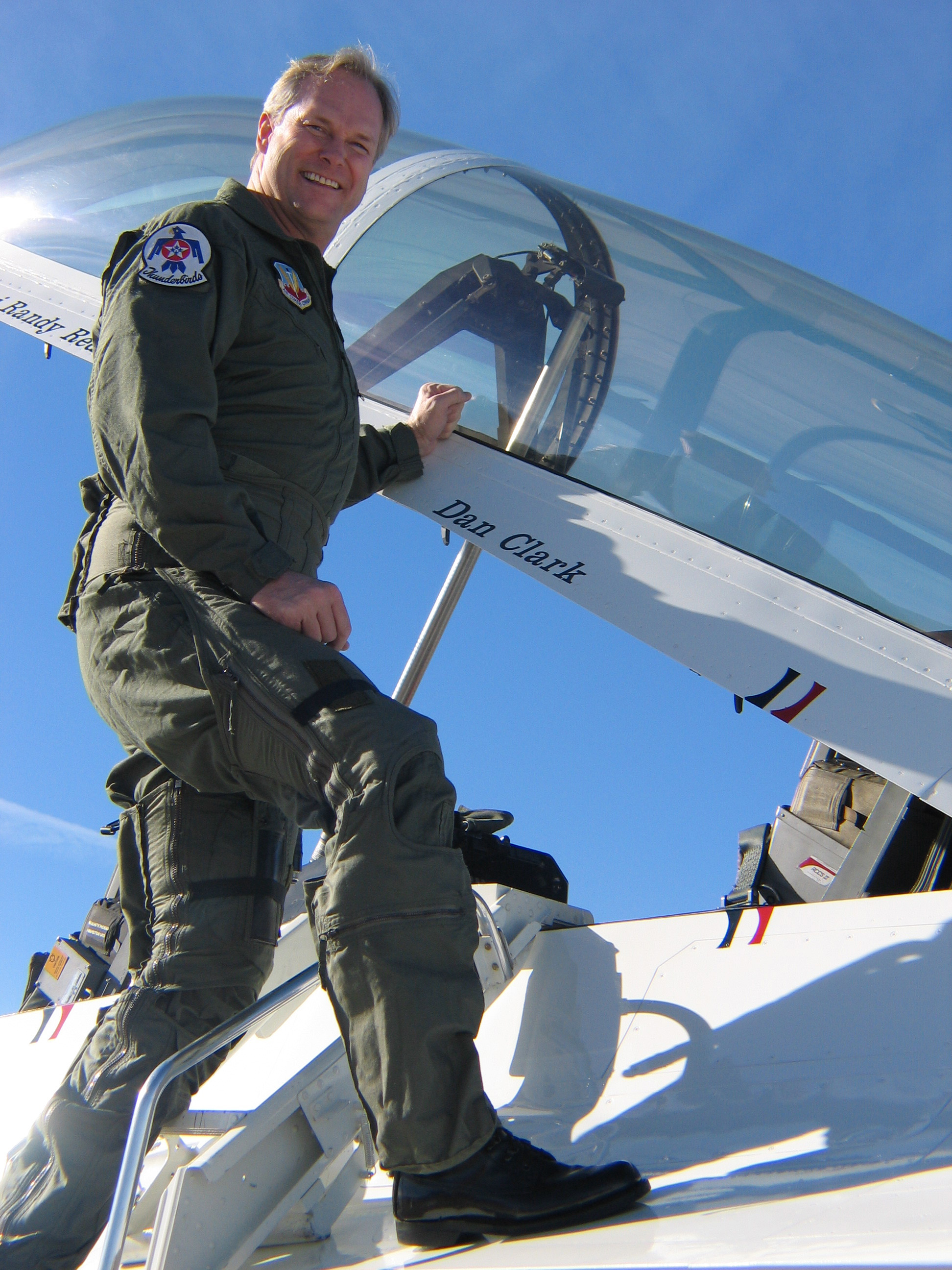
بدلة الطيران التي يرتديها أعضاء فريق طيور الصاعقة للاستعراض الجوي اوالتابع للقوات الجوية الأمريكية.

 بَدْلَة الطيران (بالإنجليزية: Flight suit)‏ هي: بدلة تغطي كامل الجسم، يتم ارتدائها أثناء طيران المركبات الجوية مثل الطائرات العسكرية والطائرات الشراعية، وطائرات الهليكوبتر. يتم ارتداء هذه البدلات بشكلٍ عام لتبقي المرتدي دافئاً، بالإضافة لكونها عملية (تحتوي على الكثير من الجيوب) ومتينه (بما في ذلك مانعة للحريق). مظهرها عادةً مشابه للباس الطيار (jumpsuit). وقد تُظهر بدلة الطيران العسكرية شارة الرتبة العسكرية. ويتم استخدامها في بعض الأحيان على أنها بزة قتالية في أماكن قتالية قريبة أو في حالة التطبيق العملي، مثل مصطلحات زارَ وركبَ وبحثَ وقبضَ التدريبية VBSS (Visit, Board, Search and Seizure)

## التاريخ

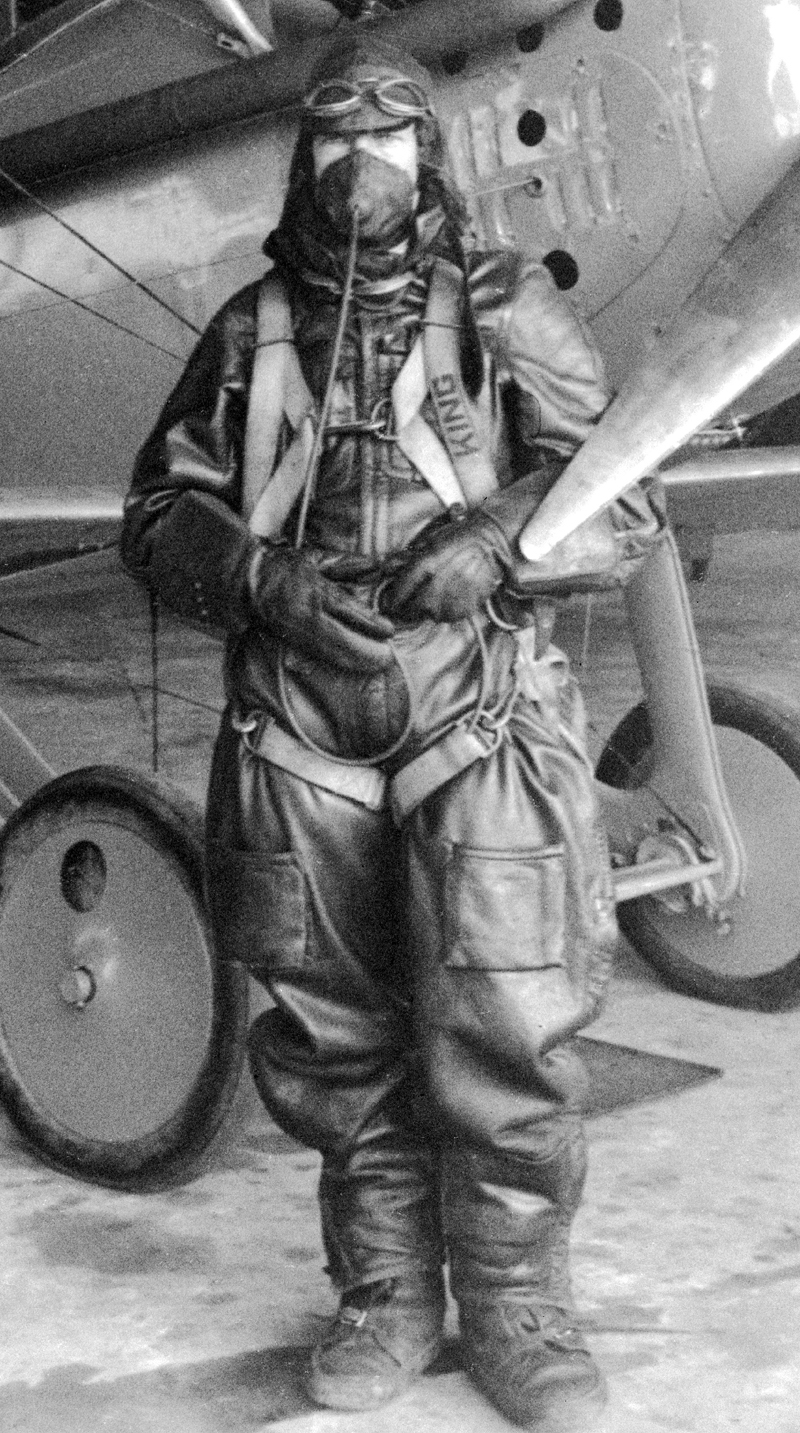
طيار يرتدي بدلة طيران في عام 1925

سرعان ما أتضحت الحاجة إلى الملابس الدافئة لأن وضع الطيران في قمرات القيادة مفتوحة وغير مدفأة، كما انها بحاجة إلى جيوب متعددة تُغلق بأزرار أو بسحابات لمنع فقدان المعدات خلال المناورات. وتم تطوير أنواع مختلفة من سترات وأغطية لسراويل الطيران، والملابس المصنوعة من الجلد والمكونة من قطعتين هي الأكثر شيوعاً بين الطيارين خلال الحرب العالمية الأولى وذلك درءً للبرد التي تسببها مروحة الطائرة وعند انخفاض نسبة الأكسجين عند صعود الطائرة إلى علو شاهق. وسرعان ما أصبحت الجلود هي الخامة المفضلة بسبب متانتها وقدرتها على الحماية من الحطام المتطاير، مثل ضربة طير عند الإقلاع والهبوط وعند التخلص من الزيت في ذلك الوقت من الخط الدوراني البسيط وفي خط المحركات. أدت خبرة الطيار الأسترالي فريدريك سيدني كوتون مع الطيران بمستوى عالي وبدرجات حرارة منخفضة عام 1917 إلى تطويره الثائر لبدلة «سيدكوت» "Sidcot" الجديدة، وهي بدلة طيران تستخدم لحل مشكلة الحفاظ على الدفء التي تواجه الطيارين في قمرة القيادة. استخدم سلاح الجو الملكي البريطاني بدلة الطيران هذه بشكل واسع حتى خمسينيات القرن التاسع عشر ميلادي مع التحسينات الحاصلة في ذلك الوقت.
أدخلت شركة ليون ابارل (بالإنجليزية: Lion Apparel) البدلات المسخنه كهربائياً بالتزامن مع شركة جنرال إلكتريك أطقم الدورية والتفجير الذين يعملان بشكل روتيني على ارتفاعات عالية فوق 30,000 قدم، حيث يمكن لدرجات حرارة الهواء المرتفعة ان تجمد الجلد فور ملامسته أي معدن، وذلك بحلول الوقت الذي بدأت فيه الحرب العالمية الثانية بشكل جدي. بدأت ضرورة الجلود الضخمة والسترات بجلد الغنم والسراويل في التلاشي. وعلى سبيل المثال، ارتدى الطيارين والملاحين والمدفعين (جنود مسؤولين عن سلاح المدفعية) في تشغيل بي-17 في أوروبا عام 1944 زي الضباط تحت سترة الطيران آي-2 (A-2) وهي مريحة بسبب أن المقصورة ساخنة ومغلقة، ولكن يحتاج رماة الخصر (رماة بوضعية الجلوس) بدلات مسخنه كهربائياً عند إطلاق المدافع خلال نافذة إطلاق النار المفتوحة. عندما تم إدخال بي-29 سوبر فورترس في الحرب ضد اليابان، جعلوا طاقم الطائرة المضغوطة بالكامل في الطيران الضخم مهملة المعدات، بجانب مع الأبراج المنسقة بالتحكم فيها عن بعد.
طياري المقاتلات في حاجة إلى بزة موحدة تعمل في حدود ضيقة من قمرة القيادة في طائرة مقاتلة نموذجية، حيث يمكن للطيارين ارتداء ستراتهم الموحدة كمعدات للطيران. كما تم تطوير بدلة طيران آي ان-اس-31 (بالإنجليزية: AN-S-31) لسلاح الجو في الجيش الأمريكي، كما ظهر زرين أسفل الجيوب الصدرية وزرين أسفل جيوب مقدمة الساق التي يمكن الوصول اليها عن طريق وضعية الجلوس. تستخدم البحرية الأمريكية نموذج مختلف قليلاً، فإنها أظهرت جيوب مائلة مع سحابات. وكانت المواد المستخدمة إما من الصوف أومن القطن ضيق النسيج لمقاومة الرياح والحماية من الحرائق.
فقد تجلت الحاجة من الوقاية من الحرائق لمدة قصيرة في وقت مبكر خلال تلك الحرب. وعند تقدم التكنولوجيا فقد تم تصميم واستخدام بدلة طيران وخوذات ونظارات واقية وأقنعة وقفازات وأحذية واقية من الحرائق. وفي كثير من الأحيان يمكن أن تقطع الأحذية لتظهر مثل الأحذية المدنية في البلاد حيث يهبط أفراد الطاقم إذا أسقطت.
وقد وضعت أيضاً سترات وقائية لإعطاء طواقم التفجير بعض الحماية من الشظايا، رغم أن الوزن الإجمالي للطائرة ازداد وحمل القنبلة التي من الممكن تنفيذها انخفض.
كما تحسن التركيز على السلامة في عصر الطيران النفاثي ومع ذلك، تتطلب مواد مثبطة للنيران بالكامل. كما انه يسهل أيضا صنع بدلة بقطعة واحدة عندما يكون من المحتمل ان تناسب أكثر من الملابس الموجودة أو أنواع مختلفة من الملابس الداخلية.
كما جاء أيضا تطوير رداء جي مع قدوم الطيران النفاثي وهو رداء من نوع خاص من بدلات الطيران (يتم ارتدائها وحدها أو بالاشتراك مع بدلة طيران تقليدية) والتي تحمي مرتدينها من الإجهاد البدني بسبب التسارع عن طريق ضغط الجسم للحفاظ على الدم من التجمع في الساقين. كما نفذ الطيار مناورات قتالية بقوة g (بالإنجليزية: high-G), وبالتالي يتم سحب دمه حرفياً من رأسة ويتحول إلى الجزء السفلي من جسمة مع تعطش الدماغ للأكسجين حيث يتسبب بفقدان للوعي. تم تصميم رداء جي (رداء g) للسماح في احتباس بعض من الدم في رأس الطيار ويسمح له تنفيذ قوة g تتحول لفترات طويلة من الزمن.
تحتاج أكثر البدلات تخصصاً في الخمسينات والستينات ليتم وضعها لمراقبة الارتفاعات العالية (مثل مع طائرات يو-2 ولوكهيد إس أر 71) والرحلات الفضائية. وتشمل هذه البدلات على الضغط الكامل، وستكون في مقدمة بدلات الفضاء اليوم.

## المعايير الحالية

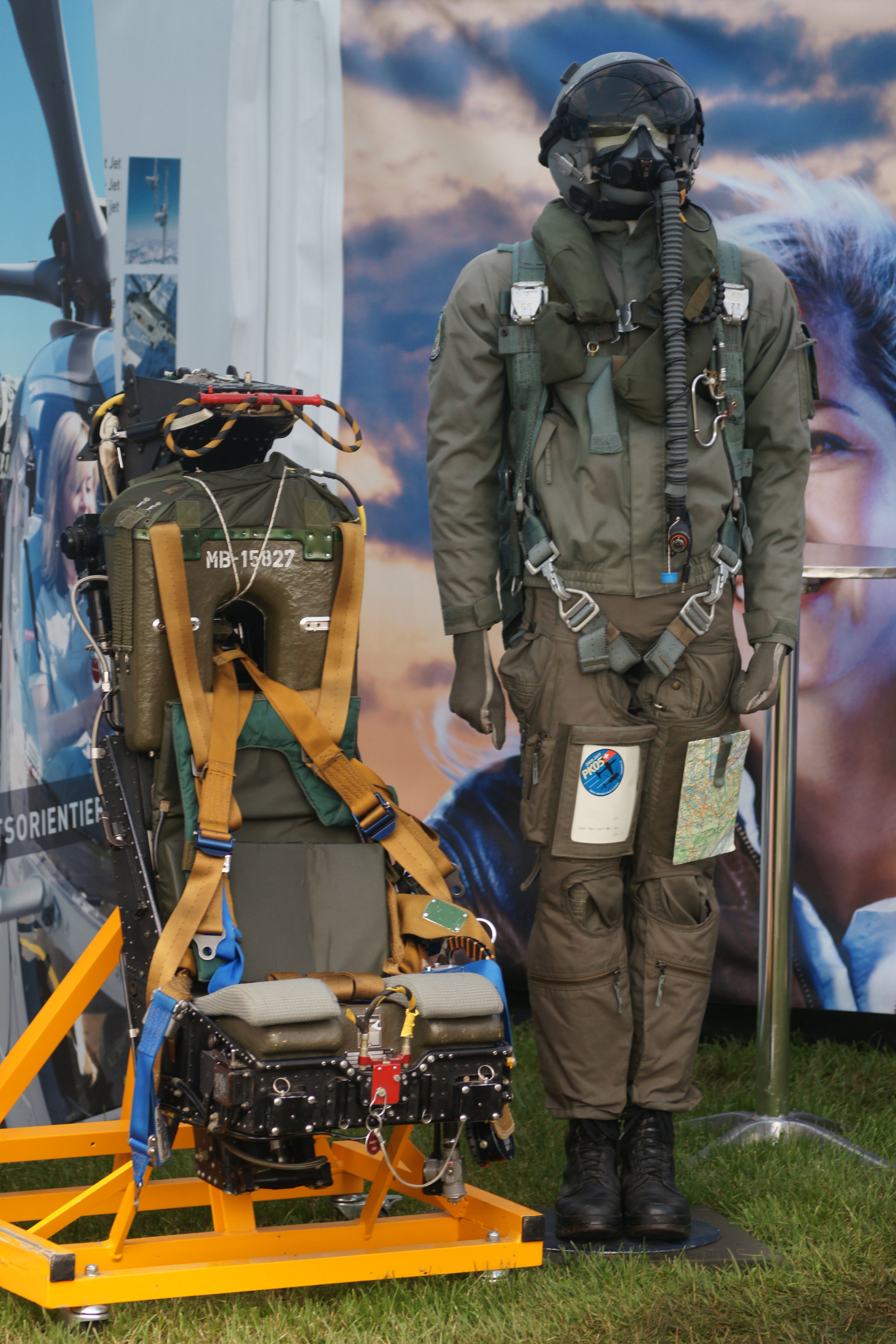
بدلة طيران القوات الجوية السويسرية ومعدات الطيار الحربي اعتباراً من عام 2011

تم صنع معيار بدلات الطيران الحالية بالنسبة لمعظم القوات الجوية والبحرية من النوميكس، وهو نسيج مصنوع من نسج الأراميد خفيفة الوزن ومقاومة للحرائق. كما أن قدرة مثبطات اللهب في هذه المواد مثالية لحماية الطيارين في حالة نشوب حريق. البدلة غالباً ما تكون خضراء أو صحراوية اللون مع جيوب متعددة لأجزاء معينة من المعدات (مثل جيب بلاستيكي شفاف عند الفخذ يهدف إلى إيواء خريطة مسار خطة رحلة الطائرة) ولكن يختلف اللون والأسلوب والقطع اختلافاً كبيراً من بلد إلى بلد. النموذج الحالي لبدلة الطيران للجيش الأمريكي هو زي عسكري (CWU 27/P) متوفر بلون أخضر الميرمية أو باللون الصحراوي، كما تتوفر أيضاً بدلات طيران تجارية للرحلات المدنية ويستخدمها كثيراً أطقم طائرة الهليكوبتر (بما في ذلك الغير الطيارين مثل مهندسي وممرضي الطيران) وطياري الإستعراض الجوي وأخرين ممن يرغبون في بزات عملية.
أرتدى أعضاء قوات المشاة البحرية الأمريكية بدلات الطيران خلال معظم عربات الدوريات والعمليات القتالية البرية في العراق وأفغانستان، وذلك لأن مرفق تمويههم القياسي لم تكن مقاومة للهب. ويتم الآن التخلص التدريجي من بدلات الطيران بين موظفي الخدمات الأرضية مع التعريف ببدلة معدات تنظيمية مقاومة للهب أو FROG , التي تشبه مرفق التمويه القياسي.

## رحلة الفضاء

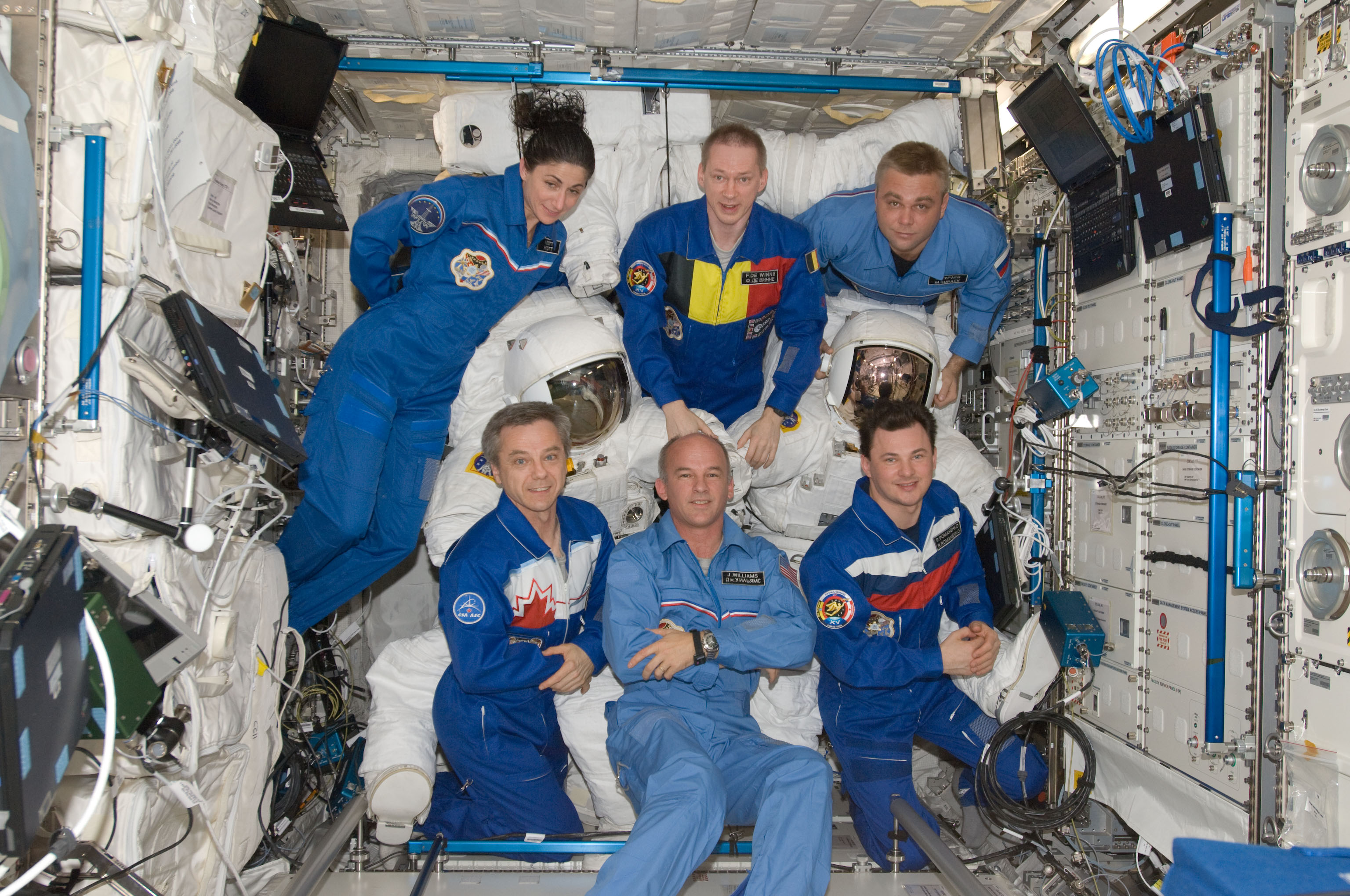
قميص ذو أكمام في بيئة العمل.

فقد ارتدى رواد فضاء ناسا بدلات طيران بقطعة واحدة عندما كانوا في التدريب أو في رحلاتهم بطائرات وكالة ناسا الـ تي-38. يرتدي رواد الفضاء حالياً بدلات طيران زرقاء غامقة اللون مصنوعة من النوميكس (نسيج). الشائع الآن هو «قميص ذو أكمام في بيئة العمل» بشأن مدار مكوك الفضاء، كما أنتجت محطة الفضاء الدولية أكثر من ذلك بكثير من الملابس الغير رسمية مثل السراويل القصيرة وقمصان بولو أثناء رحلات الفضاء.
أرتدى طواقم المكوك بدلات طيران ذو اللون الأزرق الفاتح وخوذة الارتفاع خلال الإقلاع والهبوط وذلك في عصر ما قبل التشالنجر (مكوك الفضاء). كما أرتدى أطقم أبولو الزي الرسمي لقماش بيتا (بالإنجليزية: Beta cloth) وهو عبارة عن قطعتين بيضاء يتم ارتدائها خلال الأنشطة الغير أساسية وبدلة مكيفة الضغط الجوي الكامل A7L أثناء الإقلاع والهبوط وTLI أو عند الصعود للقمر والنشاطات التي تحدث خارج المركبة EVA's. أرتدى طواقم ميركوري وجمناي بإستثناء جمناي 7 بدلة مكيفة الضغط الجوي لمدة البعثة.
أستخدم الطيارين وأطقم الطيران عدة ألوان لبدلة الطيران. وعلى سبيل المثال، أرتدى طواقم ناسا بدلات طيران زرقاء كنوع من وظيفة اللباس الموحد أثناء التدريب. وقد تم تصميم بدلات برتقالبة يتم ارتادئها أثناء الإقلاع والهبوط بدرجة وضوح عالية والتي ينبغي أن تكون هناك في حالة الطوارئ التي تحتاج إلى الإنعاش. كما انه يتم أرتداء البدلات البيضاء أثناء النشاطات التي تجري خارج المركبة في الفضاء الخارجي للتحكم على درجة الحرارة. ويرتدي طاقم طيران ناسا لغير رواد الفضاء في مركز لانغلي البحثي بدلة زرقاء، بينما يرتدي طاقم مركز درايدن لأبحاث الطيران إما بدلات خضراء أو بدلات صحراوية اللون، كما تم إصدار جميع أحدث البدلات وهي صحراوية اللون.